# 瑪麗·布羅納
瑪麗·布羅納（1992年5月2日—），曾被誤譯為瑪麗·吀琳珥，小名Marie，為泰國One 31頻道旗下的德泰混血女演員及模特。代表作有《妻不擇食》。

## 早期生活
Marie於1992年5月2日出生於德國，為擁有德國及泰國血統各半的混血兒。在家中排行老么，有一個哥哥。Marie的父親為德國的文化大使，她也因此到許多國家生活，直到父親在她10歲時退休，全家才定居於泰國。Marie高中畢業於曼谷的鑾魯迪國際學校，之後於曼谷大學國際學院的傳播藝術學系攻讀學士學位。

## 演藝經歷
Marie在17歲時透過一位前輩開始了她的演藝生涯，並被說服從擔任模特開始進入娛樂圈。Marie參與過許多不同的工作，並成為Suparuj Techatanon的MV女主角，以雜誌封面為原型走進時裝秀。
2011年，Marie出演個人首部電視劇《黃金三人組》，飾演“Supannika”，但因演技太過賣力、話多，而受到批評，收效甚微。後來，她作為泰國第3電視台的女演員，成為戲劇《頑固野ㄚ頭》的女主角。之後因為負面新聞被原頻道禁播後簽下3年合約，Marie也因此離開這個行業一段時間。幾年後與One 31簽約，並出演連續劇《慾火孽情》與《單身撩妹記2》中重返小螢幕，隔年於《妻子2018》中首次扮演反派角色“Kanya”。

## 影視作品

### 電影
| 首映年份 | 電影名稱     | 電影名稱 | 角色 | 備註 |
| 首映年份 | 譯名         | 原文名   | 角色 | 備註 |
| 2017年   | 《心碎天王》 |          | Anna | 主演 |

### 電視劇
| 首播年份 | 戲名               | 戲名           | 播放平台     | 角色                        | 備註 |
| 首播年份 | 譯名               | 原文名         | 播放平台     | 角色                        | 備註 |
| 2011年   | 《黃金三人組2011》 |                | Ch3Thailand  | Supannika （Fai）           | 主演 |
| 2012年   | 《雀之靈2012》     |                | Ch3Thailand  | Waew Mayura                 | 主演 |
| 2012年   | 《愛似蒼穹》       |                | Ch3Thailand  | Noodee                      | 配角 |
| 2013年   | 《頑固野ㄚ頭》     |                | Ch3Thailand  | Parnkwan （Pia）            | 主演 |
| 2014年   | 《玫瑰，夜來香》   |                | Ch3Thailand  | Kusuma                      | 主演 |
| 2016年   | 《天使的面孔》     |                | Workpoint TV | Iam                         | 主演 |
| 2016年   | 《曼谷匿愛》       |                | One 31       | Marisa                      | 主演 |
| 2017年   | 《慾火孽情》       |                | One 31       | Siwarat （Mon）             | 主演 |
| 2017年   | 《單身撩妹記2》    |                | One 31       | MotDaeng                    | 主演 |
| 2018年   | 《妻子2018》       |                | One 31       | Kanya                       | 主演 |
| 2019年   | 《歌手》           |                | One 31       | Petchlada                   | 主演 |
| 2019年   | 《諜影追踪》       |                | One 31       | Sanisa （Ray）              | 主演 |
| 2020年   | 《班燦小姐》       |                | One 31       | Aom                         | 主演 |
| 2022年   | 《毒愛舊恨》       |                | One 31       | Pawita Asavakasin （Phing） | 主演 |
| 2022年   | 《毒愛舊恨》       | 开采云 （May） | One 31       |                             | 主演 |

### 情景喜劇
| 首播年份 | 戲名             | 戲名   | 播放平台 | 角色           |
| 首播年份 | 譯名             | 原文名 | 播放平台 | 角色           |
| 2020年   | 《繞先生的日常》 |        | One 31   | Namfah （Nam） |
| 2021年   | 《繞先生的日常》 |        | One 31   | Namfah （Nam） |
| 2022年   | 《繞先生的日常》 |        | One 31   | Namfah （Nam） |

### 網路劇
| 首播年份 | 戲名             | 戲名   | 播放平台 | 角色    | 備註 |
| 首播年份 | 譯名             | 原文名 | 播放平台 | 角色    | 備註 |
| 2018年   | 《魅力遊戲系列》 |        | AIS PLAY | Kapkaem | 主演 |

### 音樂錄影帶
| 年份   | 歌名          | 歌名   | 歌手                        |
| 年份   | 譯名          | 原文名 | 歌手                        |
| 2011年 | Pa Yahng Diow |        | Suparuj Techatanon The Star |
| 2020年 | 不聽也行      |        | NBP นอนบ้านเพื่อน              |
| 2020年 | 回魂吧        |        | Palmy                       |
| 2022年 | Jeb Laew Jung |        | Da Endorphine               |

## 獎項與提名

### 主要獎項
| 年份   | 頒獎典禮       | 獎項       | 提名作品／人物 | 結果 |
| 2018年 | 泰國皇家戲劇獎 | 最佳女配角 | 《妻子2018》   | 獲獎 |

## 外部連結
- 瑪麗·布羅納於One 31的簡介 （页面存档备份，存于）（泰文）
- 瑪麗·布羅納的Instagram帳戶（泰文）